# Dschafar
Dschaʿfar (arabisch جعفر, DMG Ǧaʿfar), häufig (englisch) Jafar, ist ein arabischer männlicher Vorname mit der Bedeutung „kleiner Fluss, Bach“.

## Namensträger

### Vorname
- Dschafar al-Hadschib (* 874, gestorben nach 953), Sklave und Chronist der Fatimiden
- Dschafar al-Askari, (1885–1936 in Bagdad) osmanischer Offizier und irakischer Staatsmann
- Dschaʿfar ibn Abī Tālib (ca. 590–629), Gefährte des Propheten Mohammed
- Dscha'far ibn Muhammad Abu Ma'schar al-Balchi (Albumasaar, ca. 787–886), persischer Mathematiker
- Jafar Irismetov (* 1976), usbekischer Fußballspieler
- Jaafar Abdul Karim (* 1981 in Liberia), TV-Moderator
- Jafar Husayn Khan (* 19**), nordindischer Qawwali-Sänger
- al-Mutawakkil 'alā 'llāh, Dscha'far ibn Mohammed († 861), Abbasiden-Kalif
- Dschafar Muhammad an-Numairi (1930–2009), sudanesischer Politiker
- Jafar Panahi (* 1960), iranischer Filmregisseur und Sacharow-Preisträger
- Dschaʿfar Pischewari (1893–1947), iranisch-aserbaidschanischer Politiker
- Dschaʿfar as-Sādiq (ca. 700–765), Imam der Imamiten und Ismailiten und Gründer einer fiqh
- Mohammad Jafar Salmasi (1918–2000), iranischer Gewichtheber
- Dschafar Scharif-Emami (1910–1998), iranischer Politiker
- Jafar Tuqan (1938–2014), palästinensisch-jordanischer Architekt
- Mir Jafar (1691–1765), erster Nawab von Bengal

### Familienname
- Adnan Bin Haji Mohd Jafar, bruneiischer Diplomat
- Said Mohamed Jaffar († 1993), komorischer Politiker
- Sayed Jaffar (1911–1937), indischer Hockeyspieler
- Kamil Jafar (* 1970), tschechischer Spezialeffektkünstler

## Sonstiges
- Jaffar Express, schnellste Zuggattung und Markenname der Pakistan Railways
- Jafar ist eine Figur in der Serie Once Upon a Time in Wonderland
- Die Sklavin des Dscha'far ibn Musa, Geschichte aus Tausendundeiner Nacht
- Dschafars Rückkehr, Disney-Zeichentrickfilm aus dem Jahr 1994.